# 分子育种
分子育种是分子水平上的遗传育种，是传统育种与基因工程技术相结合的产物。分子育种技术将外源DNA导入作物，来改善育种效果，从而能够更大效率的利用种质资源。导入DNA可以以胚细胞或生长点分生细胞为目标。分子育种的主要目标，是提高产量、提升品质，并降低生产成本。现在的分子育种已能够识别目的基因，并控制重组的质粒，转化途径也更加多样化。